# ペースト

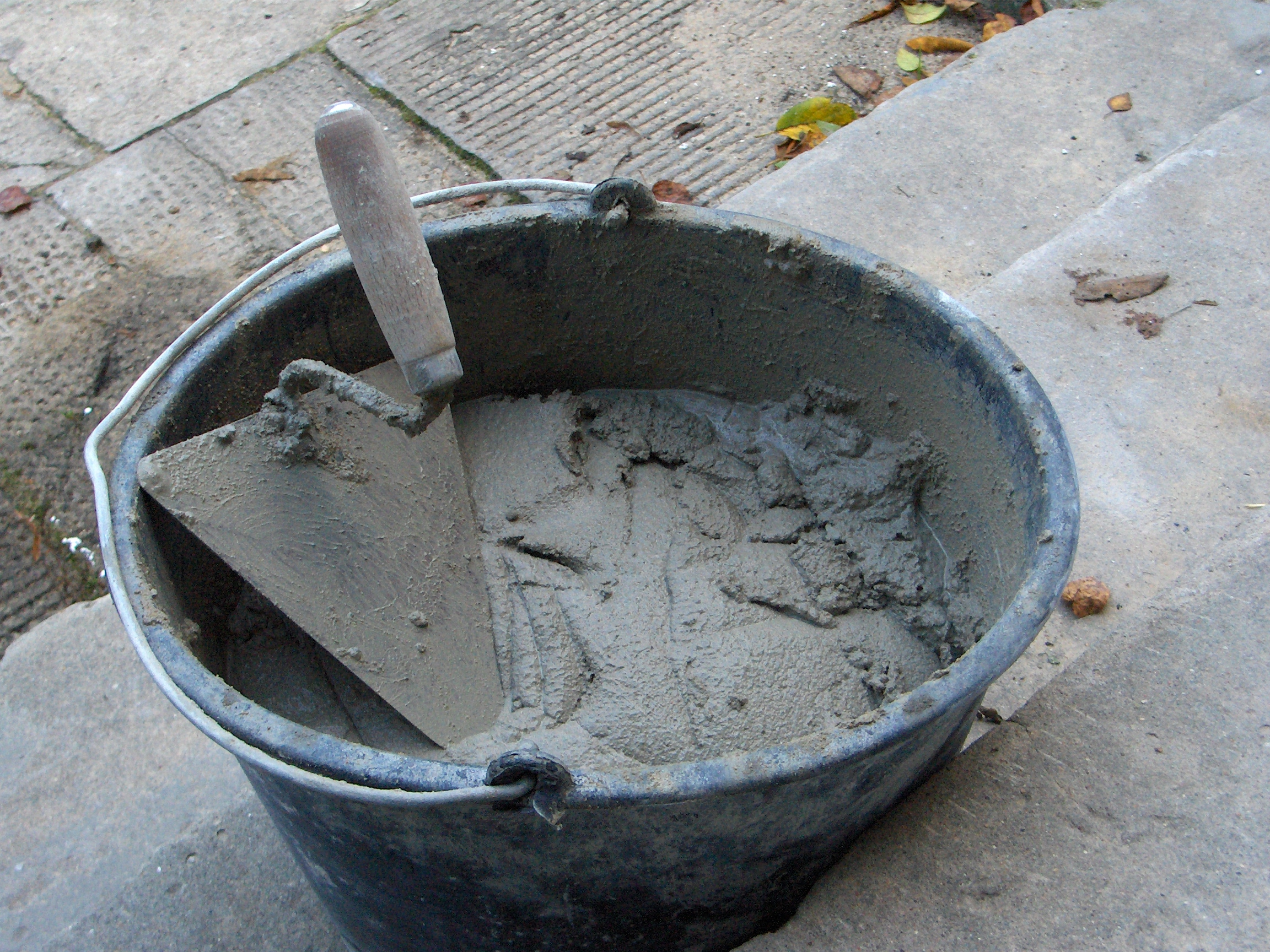
セメントペースト

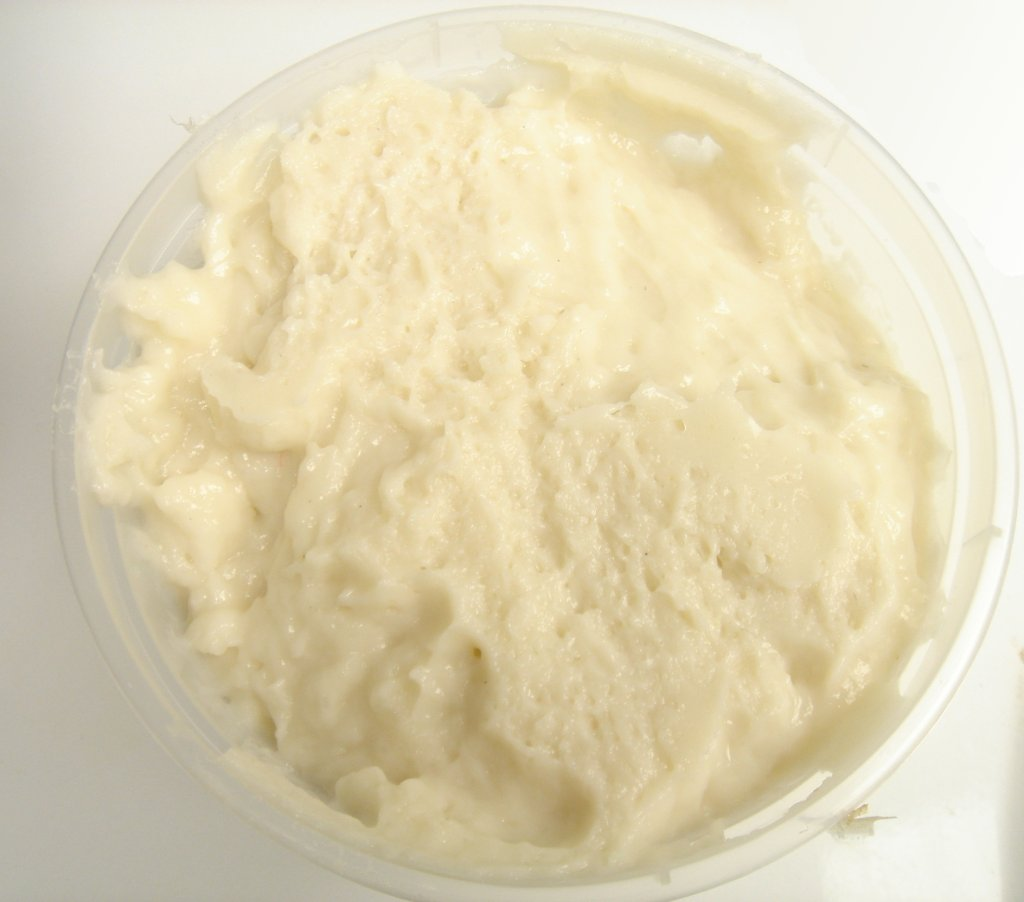
すり身

ペースト (paste) は、高い粘性のある流体
。多くは懸濁した分散系である。
熱や乾燥などで固化するものもある。

## ペーストの例
- 糊[1]
- 導電性ペースト
- セメントペースト
- はんだペースト
- 「ペースト」: はんだ付け用の融剤の一種[1]

### 食材
英語: paste は ラテン語: pasta に由来し、これはもともと食材関連の言葉で、「練った生地」を指す言葉であった。
味噌や各種の醤、サンバルやチャツネ、ハリッサ、ワカモレなど一部のソース類、バター、ギーなど一部の油脂類、各種ジャムやスプレッド類、練りごまなど、調味料にはペーストの形をとるものが多い。
また近年は、チョコレートペースト、アンチョビペースト、練りわさびや練りからしなど、多様なペースト食材がレディメイドの形で市販されるようになっている。
こうしたもののほかに、魚のすり身など、調理の途上で一時的にペースト状になるものがある。